# Prisma hexagonal

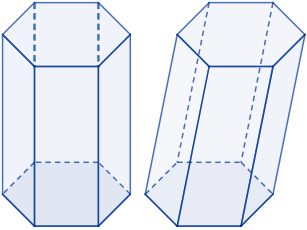
Prisma hexagonal recte (esquerra) i oblic (dreta).

En geometria, el prisma hexagonal és un prisma amb base hexagonal. Aquest poliedre té 8 cares, 18 arestes i 12 vèrtexs.
Com que té 8 cares, es tracta d'un octaedre, encara que generalment el terme octaedre s'utilitza per referir-se l'octaedre regular (huit cares triangulars).
Molts llapis tenen forma de prisma hexagonal recte abans de ser afilats.
Un prisma hexagonal és recte si les arestes laterals i les cares laterals són perpendiculars a les cares de la base, sent les cares laterals rectangulars. En cas contrari, el prisma és oblic. Sol dir-se regular al prisma hexagonal recte, malgrat que realment es tracta d'un poliedre semirregular.

## Àrea

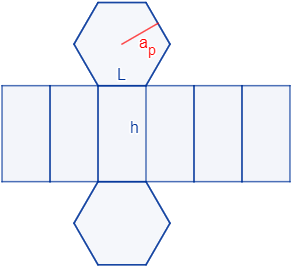
Desenvolupament pla d'un prisma hexagonal recte.

L'àrea d'un prisma hexagonal recte és la suma de les àrees de les cares laterals (rectangulars) i de les àrees de les bases (hexagonals). Si l'altura del prisma és {\displaystyle h} i el costat de la base és {\displaystyle L}, l'àrea del prisma és
{\displaystyle A=3L\cdot (2h+L{\sqrt {3}})}

## Volum
El volum d'un prisma hexagonal recte és el producte de l'àrea de la seva base per l'altura del prisma. Si l'altura del prisma és {\displaystyle h} i el costat de la base és {\displaystyle L}, el seu volum és
{\displaystyle V=hL^{2}\cdot {\frac {3{\sqrt {3}}}{2}}}
Pel principi de Cavalieri, el volum del prisma hexagonal oblic coincideix amb el del prisma hexagonal recte.